# Хайфский океанографический институт
Национальный океанографический институт (ивр. המכון לחקר ימים ואגמים ‎, Национальный институт исследования морей и озёр) находится в хайфском районе Эйн-Ха-Ям. Здание построено на небольшом холме на мысе, выдающемся прямо в Средиземное море.
Израильский Океанографической и Лимнологический Институт является государственным и национальным научно-исследовательским учреждением, основанным в 1967 году для создания знаний для использования и сохранения морских, прибрежных и пресноводных ресурсов Израиля. Здание института в Хайфе появилось в 1976 году. Небольшое пятиэтажное бетонное здание построено с учётом неблагоприятных погодных условий — зимний шторм на Средиземном море вполне может нанести урон неподготовленному строению. Над всеми окнами есть стальные ставни, которые при необходимости опускаются, спасая здание от воды.